# Пояндайкино
Поянда́йкино (чув. Эскетен) — деревня в составе Егоркинского сельского поселения Шумерлинского района Чувашской Республики.

## География
Деревня расположена в 94 км от города Чебоксары, столицы Чувашии, в 25 км от города Шумерля, районного центра, в 25 км от ближайшей железнодорожной станции — Шумерля. Пояндайкино расположена на берегах реки Эскедень.
Часовой пояс
Деревня Пояндайкино, как и вся Чувашская Республика, находится в часовой зоне МСК (московское время). Смещение применяемого времени относительно UTC составляет +3:00.

## История
Деревня Пояндайкино основана около 250 лет назад. Архивные данные, документы и источники, хранящиеся в музеях, рассказы старожилов объясняют образование деревни по-разному. Однако, наиболее распространенная версия даты образования деревни — 1744 год. Название деревни Эскетен произошло от имени осевшего здесь солдата-беглеца по имени Эскетен.
Нынешняя деревня состояла тогда из трёх селений:
1. Репейкино (чув. Кайри Ушкӑнь, чув. Кайриушкӑнь; исключена из списка населённых пунктов Чувашской АССР в 1950 году после слияния с Пояндайкино[4]:226) — здесь была династия Пакулаевых. Возможно, деревня названа по имени дочери родоначальника династии Агриппины.
2. Пояндайкино (чув. Варринчи Ушкӑнь) — тут жили Пояндаевы. Они до 1914 года держали трактир.
3. Отрыванкино (Отриванкино, чув. Утриван; исключена из списка населённых пунктов Чувашской АССР в 1950 году после слияния с Пояндайкино[4]:215) возникло от имени корчевавшего здесь пни человека Утривана.

Жители — до 1835 года государственные, до 1863 года удельные крестьяне; занимались земледелием, животноводством, бакалейной торговлей, отхожими промыслами: нанимались лесными работниками, кирпичниками. В начале XX века функционировали водяная мельница, крупообдирка. В 1929 году образована сельхозартель «Пахарь», в 1931 году — колхоз «Новая жизнь». 

По состоянию на 1 мая 1981 года населённые пункты Егоркинского сельского совета (в том числе деревня Пояндайкино) — в составе колхоза «Большевик»:107.
На 1910 год существовал хутор Синь-Киреметь, основанный выходцами из Пояндайкино, о нём в подворовой переписи написано: «Хуторяне выехали из д. Пояндайкина 2 хоз. и изъ д. Репейкина 1 хоз.»
Религия
По состоянию на 1900 год жители деревень Пояндайкино (Эскедень) и Репейкино (Эскедень-Пусь) были прихожанами Богоявленской церкви села Туваны (Большие Туваны) Курмышского уезда (церковь деревянная, построена на средства прихожан в 1880 году, двухпрестольная: главный престол — в честь Богоявления Господня, в приделе — в честь Архистратига Божия Михаила).
Виды промысла
По данным подворовой переписи населения 1910-1911гг в деревне числилось крестьяне занимающиеся следующими видами промыслов: в Пояндайкино: обдирщики 5, мельник 1, кирпичник 1, бакалейный торговец 1, лесопромышленник 1; в Отриванкино: пастухи 3, мочальники 2, мельники 4, плотники 4, скупщики яиц 2; в Репейкино: пчеловоды 2, шерсточесальщики 2, лесопромышленники 3, скупщики яиц и птицы 2.
Административно-территориальная принадлежность
В составе: Тувановской волости Курмышского уезда, Атаевского удельного приказа (до 1781 года), Атаевской волости Курмышского уезда (до 7 сентября 1920 года), Атаевской (до 14 сентября 1926 года), Ходаровской волостей Ядринского уезда (до 1 октября 1927 года), Вурнарского (до 1 марта 1935 года), Шумерлинского (до 3 ноября 1965 года) районов, Шумерлинского горсовета (до 30 декабря 1966 года), позже — вновь в Шумерлинском районе:224.

Сельские советы: с 1 октября 1927 года — Пояндайкинский, с 14 июня 1954 года — Егоркинский:224.

## Население
| 2010 | 2012 |
| ---- | ---- |
| 322  | ↗472 |

В 1910—1911 гг. в деревнях проживало: Отриванкино — 322 чел., Пояндайкино — 317 чел., Репейкино 295 — чел.
По данным Всероссийской переписи населения 2002 года в деревне проживали 458 человек, чуваши.

## Инфраструктура
Функционируют ООО «Агрофирма „Сказка“» (по состоянию на 2010 год), СХПК «Новая жизнь».
Имеются фельдшерско-акушерский пункт, клуб, библиотека, музей, 3 спортплощадки, магазин, торговые павильон и киоск.
Улицы
В деревне пять улиц: Гагарина, Колхозная, Мира, Николаева, Илемке.

## Памятники и памятные места
- Обелиск воинам, павшим в Великой Отечественной войне (ул. Николаева, д.2б)[9].

## Галерея
- Примечательные места и дома деревни Пояндайкино.

## Уроженцы
В деревне родились и выросли:
- Ильдеменов Валентин Игнатьевич (1928, Пояндайкино — 2011, Чебоксары) — экономист, доктор экономических наук, профессор (1972). Работал секретарём райкома ВЛКСМ, секретарём райкома КПСС, заведующим кафедрой экономики и организации производства Чувашского сельскохозяйственного института (1963—1974). В 1979—1989 годах был деканом экономического факультета Чувашского госуниверситета. Заслуженный деятель науки Чувашской АССР (1983)[10].
- Антонов Владислав Иванович (р. 1956, Пояндайкино) — инженер, доктор технических наук, в 1995—2010 годах директор Чувашского республиканского центра новых информационных технологий, с 2011 года — главный специалист ООО НПП «ЭКРА». Автор около 240 научных работ, в том числе 2 монографий, 15 учебных пособий, 53 авторских свидетельств и патентов на изобретения. Лауреат Государственной премии Чувашской Республики в области естественных и технических наук (2019)[11];
- Углев Иван Игнатьевич (р. 1953, Пояндайкино) — мастер спорта СССР, чемпион СССР по полиатлону[12].